# Jenny Lidback
Jenny Lidback (Lima, 30 de marzo de 1963) es una golfista profesional peruana. Llegó a ser campeona mundial individual en 1985.
Lidback nació en Lima de padres suecos. Asistió a la Universidad Cristiana de Texas, donde fue miembro del equipo de Campeonato de NCAA (1983) y dos veces All-America. Se trasladó a la Universidad Estatal de Luisiana, donde, en 1986, ganó siete títulos universitarios individuales, siendo nombrada Jugadora del Año y ganando los honores All-America.
En 1985, a los 22 años, fue campeona mundial individual en Calí, Colombia, y subcampeona junto a Alicia Dibós en dobles. En 1989, ingresó como novata al LPGA Tour, ganando en el du Maurier Ltd. Classic, en 1995. Ese mismo año tuvo su mejor resultado en la lista de ganancias, la colocación 21. Se retiró del campeonato de golf en el 2003. 
Le fueron concedidos los Laureles deportivos del Perú.
Lidback se hizo ciudadana estadounidense en el año 2003. Su sobrino, el golfista Roberto Castro, juega en el PGA Tour. 

## Campeonatos
- Campeona mundial en Calí.
- Subcampeona mundial (junto a Alicia Dibós).
- Du Maurier Classic.

- Datos: Q4962000